# Condado de Aresti
El condado de Aresti es un título nobiliario español creado por el rey Alfonso XIII en favor del industrial alavés Enrique de Aresti y de la Torre, gobernador civil y presidente de la Diputación de Vizcaya, mediante real decreto del 16 de mayo de 1908 y despacho expedido el 30 de junio del mismo año.

## Condes de Aresti
|                           | Titular                                             | Periodo                   |
| Creación por Alfonso XIII | Creación por Alfonso XIII                           | Creación por Alfonso XIII |
| ------------------------- | --------------------------------------------------- | ------------------------- |
| I                         | Ambrosio Enrique Manuel de Aresti y de la Torre     | 1908-1946                 |
| II                        | Martin Antonio José Enrique Pedro de Aresti y Ortiz | 1950-1975                 |
| III                       | Enrique de Aresti y Urien                           | 1976-1980                 |
| IV                        | Carlos de Aresti y Llorente                         | 1980-hoy                  |

## Historia de los condes de Aresti
- Enrique de Aresti y de la Torre (Arceniega, 6 de diciembre de 1852-Bilbao, 17 de octubre de 1946), I conde de Aresti, miembro de la Junta de Gobierno del Banco de Bilbao (1891-1901), presidente de la Diputación de Vizcaya (1898-1902), gobernador de Vizcaya (1907), Gran Cruz de Isabel la Católica.[3][1]

Casó con María Adela Máxima Ortiz y de Aldama . El 23 de enero de 1950 le sucedió su hijo:
- Enrique de Aresti y Ortiz, (Bilbao, 30 de abril de 1898)  II conde de Aresti.[1]

Casó con María Teresa Urien y Leycegui. El 22 de julio de 1976, previa orden del 15 de marzo para que se expida la correspondiente carta de sucesión (BOE del 9 de abril), le sucedió su hijo:
- Enrique de Aresti y Urien (Gordejuela, 7 de octubre de 1917-Bilbao, 25 de marzo de 1980), III conde de Aresti.[6]

Casó con María Teresa Llorente Zuazola. El 24 de noviembre de 1981, previa orden del 23 de julio para que se expida la correspondiente carta de sucesión (BOE del 22 de octubre), después de fallecer tras haber sufrido un atentado de ETA , le sucedió su hijo:
- Carlos de Aresti y Llorente, IV conde de Aresti.

Casó con África Escrivá de Romaní y Soto.